# Штрут, Томас
Томас Штрут (нем. Thomas Struth; 1954, Гелдерн, Германия, живёт и работает в Дюссельдорфе, Германия) — современный немецкий фотограф. Один из главных представителей Дюссельдорфской школы фотографии.

## Образование
- 1973-80 Academy of Fine Arts, Дюссельдорф, Германия

## Творчество
Со времен черно-белых фотографий городского ландшафта 1970-х, Штрут создал ряд фотографических серий, но наиболее известная из них — «музейные картины» — монументальное и часто ироническое изображение людей, посещающих музеи. Его семейные серии изображают немцев, японцев, китайцев и шотландцев во всем их генетическом и культурном своеобразии. В более позднее время Штрут создал серию масштабных изображений джунглей и тропических лесов Азии и Южной Америки.

## Персональные выставки
| - 2002 New Pictures from Paradise, Universidad de Salamanca, Salamanca, Spain - 2001 "Thomas Struth, Bilder aus dem Lowenzahnzimmer, " Schirmer/Mosel Showroom, Munich, Germany - 2001-00 "Thomas Struth: My Portrait, " The National Museum of Modern Art, Tokyo, Japan; National Museum of Art, Kyoto, Japan - 1999 «Thomas Struth STILL,» Centre National de la Photographie, Paris, France; Gallery Shimada, Tokyo, Japan; Stedelijk Museum, Amsterdam, The Netherlands - 1999 "New Pictures from Paradise, " Marian Goodman Gallery, New York, New York - 1999 «The Berlin Project» (with Klaus vom Bruch), Hamburger Kunstverein, Hamburg, Germany - 1999 "New Pictures from Paradise, " Marian Goodman Gallery, Paris, France - 1998 Sprengel Museum, Hannover, Germany - 1998 Carré d’Art, Nîmes, France | - 1998 "Thomas Struth, Portraits, " Marian Goodman Gallery, Paris, France - 1998 «The Berlin Project» (with Klaus von Bruch), Kunstmuseum Luzern, Lucerne, Switzerland - 1997 Marian Goodman Gallery, New York, New York - 1997 "Portraits, " Sprengel Museum, Hannover, Germany - 1996 "Thomas Struth, Photos de Chine, " Marian Goodman Gallery, Paris, France - 1995 Kunstmuseum, Bonn, Germany - 1995 "Thomas Struth: Œuvres Récentes, " Marian Goodman Gallery, Paris, France - 1995 "Strangers and Friends, " Art Gallery of Ontario, Toronto, Ontario - 1994 "Landschaften, " Achenbach Kunsthandel, Düsseldorf, Germany - 1994 «Thomas Struth: Streets, Houses, People; Photographs 1988—1992,» Institute of Contemporary Art, Boston, Massachusetts | - 1994 Institute of Contemporary Art, London, England - 1994 Marian Goodman Gallery, New York, New York - 1993 The St. Louis Art Museum, St. Louis, Missouri - 1993 Hamburger Kunsthalle, Hamburg, Germany - 1993 Marian Goodman Gallery, New York, New York - 1992 Institute of Contemporary Arts, London, England - 1992 Museum Haus Lange, Krefeld, Germany - 1992 Hirshhorn Museum and Sculpture Garden, Washington, D.C. - 1990 Marian Goodman Gallery, New York, New York - 1990 The Renaissance Society, University of Chicago, Chicago, Illinois - 1989 Halle Sud, Geneva, Switzerland - 1987 Kunsthalle Bern, Bern, Switzerland - 1987 The Yamaguchi Prefectural Museum of Art, Yamaguchi, Japan 1978 P.S.1/Institute for Art and Urban Resources, Long Island City, New York |